# Río Yáseni
El río Yáseni (del ruso: Я́сени) es un río de las tierras bajas de Kubán-Azov al norte del Cáucaso, en el krai de Krasnodar, en el sur de Rusia. 

## Curso
Nace 12 km al oeste de Starominskaya y discurre predominantemente en su curso de 74 km en dirección suroeste. Tiene una cuenca de 596 km². Poco después de su fuente atraviesa las localidades de Yáseni y Novoyásenskaya, en el raión de Starominskaya. Recibe por la izquierda a su mayor afluente el arroyo Kobeikaya, pasa por Novoshcherbinóvskaya, en el raión de Shcherbínovski y varios kilómetros río abajo recibe por la izquierda a los arroyos Boskamy y Burtséyeva, y al Korzhova, en el que está Zavodskói, por la derecha, ya en el raión de Yeisk. Antes de desembocar en la orilla septentrional del lago Jánskoye (separado del mar de Azov por el cordón litoral Yasénskaya), se encuentra Novodereviánkovski.
Es un río de corriente tranquila: desciende 45 cm/km. 

## Flora y fauna
Sobre la superficie de sus aguas, ligeramente saladas y reguladas por estanques, crecen las lentejas de agua, en sus orillas las espadañas, las totoras y carex. Habitan en sus orillas las culebras, culebras cáspicas y los galápagos europeos.